# Holográfia
A holográfia a fény hullámtermészetén alapuló olyan képrögzítő eljárás, amellyel a tárgy struktúrájáról tökéletes térhatású, vagyis háromdimenziós kép hozható létre.

## Története

Amikor csak egy tárgypont van, a tárgyhullám és a koherens háttér, vagy "referenciahullám" interferenciacsíkokat hoz létre

A holográfiát Gábor Dénes brit állampolgárságú magyar fizikus találta fel 1947-ben. Ezzel a képek rögzítésének egy olyan módját fedezte fel, ami több információ visszaadását tette lehetővé, mint bármelyik addig ismert eljárás. Mivel ennek révén – látszólag – minden információt tárolni lehet, Gábor Dénes ezt az eljárást holográfiának nevezte el, két görög szóval, amelyek annyit jelentenek, hogy „egész”, „teljes” és „írás”, „irat”. Vagy tizenhat esztendeig lapult ez a módszer – és elnevezése – a szakmai folyóiratokban. Gábor Dénes a holográfia kidolgozásáért 1971-ben fizikai Nobel-díjat kapott. 
1963-ban a Michigani Egyetem két elektromérnöke, Emmett N. Leith és Juris Upatnieks egy lépéssel továbbfejlesztette Gábor Dénes eljárását, és az egyszeriben az újságok címoldalára került. Míg Gábor Dénes elektronhullámokkal dolgozott, és módszerét az elektronmikroszkópos képek felbontóképességének tökéletesítésére használta, addig Leith és Upatnieks fényt alkalmazott. Az akkor kifejlesztett lézer segítségével szürkés színű, áttetsző filmszalagot készítettek; ez olyan volt, mint egy alulexponált fényképfilm. Háromdimenziós képeket állítottak elő vele – meglehetősen részleteseket, mégpedig anélkül, hogy lencséket használtak volna.

## Felhasználási területek
„a diffrakció jelenség segítségével első lépésben egy olyan mintázatban rögzítjük a tárgyról szóló összes releváns információt, amely nem teszi lehetővé az azonnali felismerést, majd ebből a mintázatból egy második lépésben
látható vagy ultraibolya fénnyel megvilágítva az eredeti hasonmását kapjuk meg”.
Részlet Gábor Dénes szabadalmi leírásából

### Biztonsági jelek
A hologramok legelterjedtebb alkalmazási formájával, a biztonsági azonosító jelekkel mindenki találkozhat a kazettákon és CD-ken vagy az új papírpénzeken, bankkártyákon. Ezek az apró kis hologramok (szinte) hamisíthatatlanok, mert róluk tökéletes másolatot csak az eredeti hologram segítségével lehet készíteni. Az ilyen hologram megnézéséhez nem szükséges speciális megvilágítás (pl. lézer), szabad szemmel látható a 3-D hatású kép. Az ilyen hologramot szivárvány-hologramnak nevezik.

### Dísztárgy

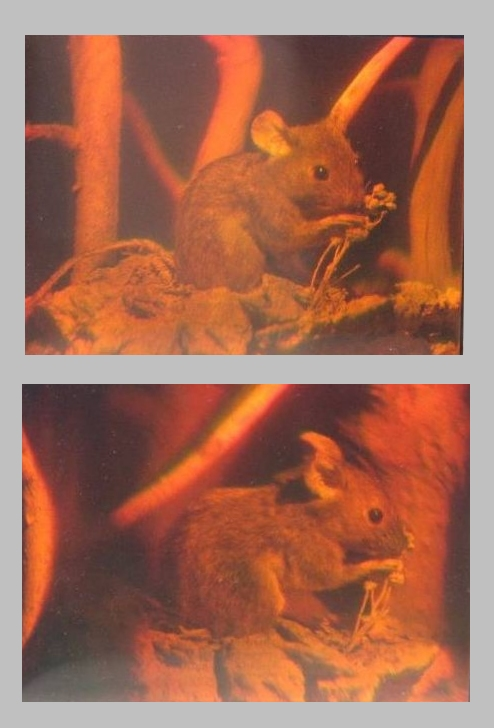
Egy hologram két nézete

A kisebb-nagyobb dísztárgyként, művészeti alkotásokként forgalmazott hologramokon túl ma már tökéletesen élethű, nagy méretű színes hologramokat, színes holofilmeket is készítenek.

### Információs tárolás
A hologramok felhasználási területe azonban az információtárolás sajátságai miatt jóval szélesebb, és a szoros értelemben vett háromdimenziós képrögzítésnél sokkal több lehetőséget nyújt.

### Ultragyors fényképezés
Az igen rövid idő alatt végbemenő jelenségek vizsgálata során sok esetben lényeges egy adott pillanatban a tárgyak térbeli elhelyezkedése, távolságuk, egyéb viszonyaik. Bonyolult fényképészeti eljárások alkalmazása helyett a jelenségről például impulzuslézerrel készített egyetlen hologram segítségével minden szükséges adat meghatározható. Nagy előnye még a hologramnak a fényképpel szemben az is, hogy a mélységélességet csak az alkalmazott lézer koherenciahossza korlátozza, így általában igen nagy mélységélességű, jó minőségű hologram készíthető a jelenségről.
Területei:
- Buborékkamrán keresztülhaladó részecskék vizsgálata
- Robbanások vizsgálata
- Meteoritok becsapódásakor kialakuló kráterek képződésének vizsgálata modelleken
- Térben mozgó lövedék vizsgálata.

### Teljes rekonstrukció: 360°-os holografikus kép
Nemcsak bizonyos tartományban, hanem tökéletesen körüljárható képet kaphatunk a következő eljárással:
Felvételkor a henger alakban elhelyezett film teljesen körülveszi a tárgyat. A lézerből belépő megvilágító nyaláb keresztülhalad a tárgy felé néző gömbtükör tetején kialakított furaton, melynek tengelye a tárgyon megy át. A filmre így egyrészt a tárgyról visszaverődött szórt, és a konkáv felületről érkező referenciahullámok esnek. A rekonstrukció során pontosan ugyanez az eljárás alkalmazható. A kép a film centrumában jelenik meg, amelyet ekkor csupán a referenciasugarak világítanak meg. Tükrök célszerűbb elrendezésével és több film alkalmazásával (ideális esetben a filmekkel egy gömb belső felületét is ki lehetne bélelni) olyan rekonstruált képet állíthatunk elő, amely tetszőleges irányból megfigyelve, valósággal lebegni látszik a térben.

### A rekonstruált hullám felhasználása referenciaként: a változással egyidejű vizsgálat

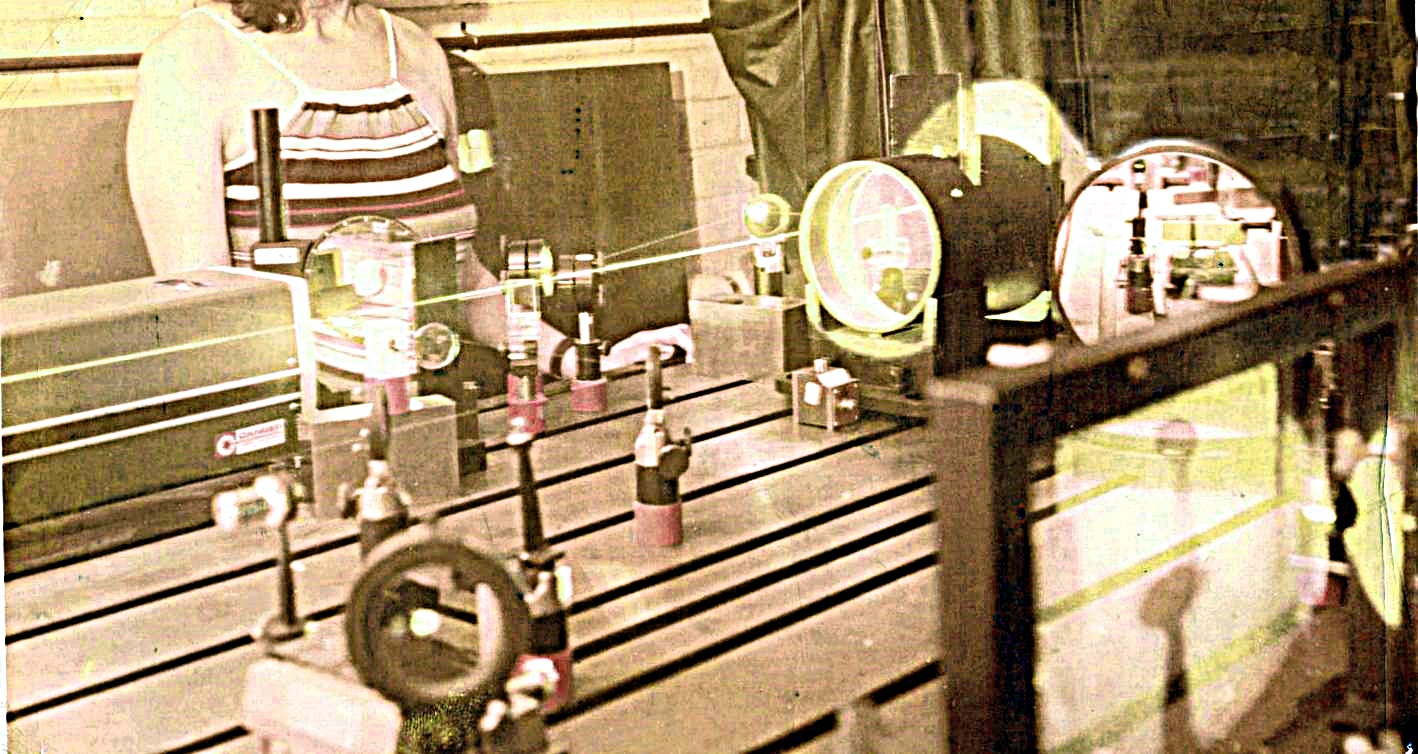
Hologram előállítására alkalmas optikai asztal.

Az eljárás lényege az, hogy ha a hologramot előhívás után ugyanabba a helyzetbe állítjuk, ahogy a felvétel alatt volt, és a rekonstrukció során egyidejűleg világítjuk meg a hologramot és a tárgyat, a rekonstruált kép magára a tárgyra szuperponálódik. Így a megfelelő hullámok interferenciája révén felvilágosítást kapunk azokról a változásokról (eltolódások, deformációk), amelyeken a tárgy esetleg átesett valamely művelet két fázisa között.
A módszer jelentőségét a nehézségek ellenére fokozza, hogy segítségével lehetővé válik a folyamatosan alakuló tárgy filmezése is. (Az említett nehézségek közül a két legkényesebb probléma az, hogy a referenciahullám ne változzék, és hogy a rekonstrukció során a hologram pontosan abban a helyzetben legyen, mint ahol a felvételkor volt.) A felvétel eredeti pozíciójának helyes visszaállítása esetén azonban a módszernek sokoldalú alkalmazási lehetőségei vannak, főként a rezgő rendszerek interferometrikus és dinamikai ellenőrzésében: állóhullámok nívóvonalait létesíti, és a csíkok száma a mozgás amplitúdójával növekszik. Mozgófényképezéssel ily módon utólag három dimenzióban tanulmányozhatók a tárgy rezgései és igénybevételei

### Interferometriakettős expozícióval
Ugyanarra a fotólemezre a tárgyról két különböző időpillanatban készített hologramot veszünk fel. Amennyiben a tárgy a két expozíció közben nem tolódik el és nem szenved deformációt, akkor a két megvilágítás azonos, és minden úgy megy végbe, mintha egyetlen hologramot vennénk fel kétszer olyan hosszú idő alatt. Ha azonban a tárgy helyzete vagy alakja az expozíciók közötti időkben akár csak jelentéktelen mértékben is megváltozik, módosul a tárgy által emittált hullám fázisa. Végeredményben minden úgy történik, mintha két egymásra szuperponált, koherens képet rekonstruálnánk, amelyek alig különböznek egymástól. E két kép között tehát interferencia jön létre és a megfigyelt csíkok a két expozíció közben bekövetkezett fázisváltozásokat írják le, pontosan úgy, mint egy klasszikus interferométerben.
A kettős expozíciós felvételeket többféle speciális változatban mérési eljárásokban is alkalmazzák, segítségükkel az elmozdulások, deformációk, kis szögváltozások nagysága is kiszámítható.

### A holografikus filmezés lehetősége
Egyetlen lemezre holografikus “filmet” is készíthetünk, ha megoldjuk, hogy az ugyanarra a lemezre felvett képek elkülönüljenek egymástól. Ha a lemezt az egyes felvételek között elforgatjuk úgy, hogy a lemez és a referenciasugár szöge megváltozzon, a lemezre több különálló felvételt is készíthetünk. Ezután a különböző képek egymásután rekonstruálhatók, amikor a hologramot ugyanolyan módon forgatjuk, mint a felvételkor. Ha az egyes fázisok elég gyorsan követik egymást, akkor a képeket folytonos mozgásként érzékeljük.

### Elmosódó képek "retusálása"
Ha az elhomályosult fényképen keresztül lézersugarat bocsátunk, és interferenciát is tudunk létesíteni, az "helyesbíti" a hibákat, "mulasztásokat". Új fényképet kapunk, amely már sokkal kevésbé homályos.
Az eljárást nagyon sikeresen használták fel az elektronmikroszkópos felvételeknél. Az élesítés fokozza az elektronmikroszkóp felbontóképességét, nagyobb, jó nagyításokat lehet készíteni. Ezzel az eljárással mutatták ki először a vírusok nukleinsavának kettős spirálját.